# La Bastida de l'Avesque
La Bastida de l'Avesque (en francès La Bastide-l'Évêque) és un municipi francès situat al departament de l'Avairon i a la regió d'Occitània.

## Demografia
| 1962                                       | 1968  | 1975 | 1982 | 1990 | 1999 | 2006 |
| ------------------------------------------ | ----- | ---- | ---- | ---- | ---- | ---- |
| 1.041                                      | 1.132 | 924  | 982  | 921  | 882  | 834  |
| Des de 1962: població sense dobles comptes |       |      |      |      |      |      |

## Administració
| Període   | Identitat             | Partit |
| --------- | --------------------- | ------ |
| 2001-2008 | André Darres          |        |
| 2008-     | Jean-Eudes Le Meignen |        |

## Personatges il·lustres
- Pierre Poujade hi va morir.